# Auto Moto Revue
Auto Moto Revue je televizní motoristický magazín vysílaný v Československé a České televizi od roku 1971 do roku 2000 a obnovený v letech 2014–2016.
Pořad vzniknul pod názvem Motoristicko Dopravní Revue. Vysílal se s týdenní periodicitou každou sobotu a jeho moderátory byli Luboš Pecháček, Jan Kalina, motocyklový závodník František Šťastný a zejména po dlouhá desetiletí Vladimír Dolejš.
Magazín se v největší míře věnoval běžnému silničnímu provozu a také údržbě vozidel. Po roce 1990 se rozšířil podíl testů nových vozidel a dalšího motoristického zboží.
Magazín se vysílal do roku 1999, kdy ho v programové nabídce České televize nahradil pořad Jízda.
V roce 2014 ho Česká televize obnovila v modernizované podobě. Moderovali ho Petr Šimek a Aleš Valenta, zpočátku také závodníci rallye Josef Kalina a Michaela Maňovská. Vysílal se ale jen do roku 2016 s tím, že jeho další náhradou měl být pořad s pracovním názvem Drajv.